# قلنسوي متقطع
قلنسوي متقطع (الاسم العلمي: Mycena interrupta) هو نوع من الفطريات يتبع جنس القلنسوي من الفصيلة القلنسوية.